# 장교성
장교성(1977년 10월 27일 ~ )은 전 KBO 리그 야구 선수의 내야수이다.

## 출신학교
- 1993년 ~ 1996년 : 인천고등학교
- 1996년 ~ 2000년 : 건국대학교 (1996학번)